# هوغو روجرز
هوغو روجرز (بالإنجليزية: Hugo Rogers)‏ هو عسكري أمريكي، ولد في 26 نوفمبر 1899 في ذا برونكس في الولايات المتحدة، وتوفي في 14 ديسمبر 1974.